# Rolex Paris Masters 2021
Rolex Paris Masters 2021 byl profesionální tenisový turnaj mužů, hraný jako součást okruhu ATP Tour, v komplexu arény Bercy na krytých dvorcích s tvrdým povrchem GreenSet. Probíhal mezi 1. až 7. listopadem 2021 ve francouzské metropoli Paříži jako čtyřicátý devátý ročník. Generálním sponzorem se popáté stala švýcarská hodinářská firma Rolex.
Turnaj dodovaný částkou 3 732 608 eur patřil do kategorie ATP Tour Masters 1000. Představoval závěrečnou událost této série. Nejvýše nasazeným hráčem ve dvouhře se stala srbská světová jednička Novak Djoković. Jako poslední přímý účastník do singlové soutěže nastoupil 58. hráč žebříčku, Australan John Millman.
Osmdesátý šestý  singlový titul na okruhu ATP Tour a  třicátý sedmý v sérii Masters získal  Novak Djoković. Po vítězství na grandslamovém French Open 2021 ovládl i druhý pařížský turnaj v jedné sezóně, což před ním dokázali pouze Ilie Năstase (1973) a Andre Agassi (1999). Z Paris Masters si odvezl rekordní šestou trofej. 
Čtyřhru ovládla německo-novozélandská dvojice Tim Pütz a Michael Venus, jejíž členové vyhráli druhý společný titul.

## Rozdělení bodů a finančních odměn

### Rozdělení bodů
| Soutěž  | Soutěž | vítězové | finalisté | semifinalisté | čtvrtfinalisté | 16 v kole | 32 v kole | 64 v kole | Q  | Q2 | Q1 |
| ------- | ------ | -------- | --------- | ------------- | -------------- | --------- | --------- | --------- | -- | -- | -- |
| dvouhra | [ 1 ]  | 1000     | 600       | 360           | 180            | 90        | 45        | 10        | 25 | 16 | 0  |
| čtyřhra | [ 5 ]  | 1000     | 600       | 360           | 180            | 90        | 0         | —         | —  | —  | —  |

### Finanční odměny
| Soutěž                                | Soutěž      | vítězové  | finalisté | semifinalisté | čtvrtfinalisté | 16 v kole | 32 v kole | 64 v kole | Q2      | Q1      |
| ------------------------------------- | ----------- | --------- | --------- | ------------- | -------------- | --------- | --------- | --------- | ------- | ------- |
| dvouhra                               | [ 1 ] [ 6 ] | 336 030 € | 187 000 € | 106 000 €     | 60 000 €       | 36 000 €  | 22 000 €  | 13 700 €  | 7 625 € | 4 500 € |
| čtyřhra                               | [ 5 ]       | 70 000 €  | 50 000 €  | 34 000 €      | 23 300 €       | 15 250 €  | 9 400 €   | —         | —       | —       |
| ve čtyřhře jsou částky uváděny na pár |             |           |           |               |                |           |           |           |         |         |

## Dvouhra

### Nasazení hráčů
| Země                          | Hráč                  | ATP | Nasazení |
| ----------------------------- | --------------------- | --- | -------- |
| Srbsko                        | Novak Djoković        | 1.  | 1.       |
| Rusko                         | Daniil Medveděv       | 2.  | 2.       |
| Řecko                         | Stefanos Tsitsipas    | 3.  | 3.       |
| Německo                       | Alexander Zverev      | 4.  | 4.       |
| Rusko                         | Andrej Rubljov        | 6.  | 5.       |
| Norsko                        | Casper Ruud           | 8.  | 6.       |
| Polsko                        | Hubert Hurkacz        | 10. | 7.       |
| Itálie                        | Jannik Sinner         | 9.  | 8.       |
| Kanada                        | Félix Auger-Aliassime | 11. | 9.       |
| Spojené království            | Cameron Norrie        | 13. | 10.      |
| Argentina                     | Diego Schwartzman     | 15. | 11.      |
| Španělsko                     | Pablo Carreño Busta   | 17. | 12.      |
| Rusko                         | Aslan Karacev         | 16. | 13.      |
| Španělsko                     | Roberto Bautista Agut | 20. | 14.      |
| Francie                       | Gaël Monfils          | 22. | 15.      |
| Bulharsko                     | Grigor Dimitrov       | 30. | 16.      |
| Žebříček ATP k 25. říjnu 2021 |                       |     |          |

### Jiné formy účasti na turnaji
Následující hráči obdrželi divokou kartu do hlavní soutěže:
- Richard Gasquet
- Pierre-Hugues Herbert
- Andy Murray
- Arthur Rinderknech

Následující hráči postoupili z kvalifikace:
- Jenson Brooksby
- Hugo Gaston
- Marcos Giron
- Miomir Kecmanović
- Gianluca Mager
- Tommy Paul
- Mikael Ymer

Následující hráči postoupili z kvalifikace jako šťastní poražení:
- Dominik Koepfer
- Lorenzo Musetti
- Alexei Popyrin

### Odhlášení
před začátkem turnaje
- Matteo Berrettini → nahradil jej  Lorenzo Musetti
- Roger Federer → nahradil jej  Albert Ramos-Viñolas
- Cristian Garín → nahradil jej  Adrian Mannarino
- David Goffin → nahradil jej  Frances Tiafoe
- Lloyd Harris → nahradil jej  Alexei Popyrin
- Ugo Humbert → nahradil jej  John Millman
- John Isner → nahradil jej  James Duckworth
- Rafael Nadal → nahradil jej  Ilja Ivaška
- Milos Raonic → nahradil jej  Benoît Paire
- Denis Shapovalov → nahradil jej  Mackenzie McDonald
- Dominic Thiem → nahradil jej  Laslo Djere

v průběhu turnaje
- Jenson Brooksby → nahradil jej  Dominik Koepfer

## Čtyřhra

### Nasazení párů
| Země                                                                     | Hráč                  | Země               | Hráč             | ATP | Nasazení |
| ------------------------------------------------------------------------ | --------------------- | ------------------ | ---------------- | --- | -------- |
| Chorvatsko                                                               | Nikola Mektić         | Chorvatsko         | Mate Pavić       | 3.  | 1.       |
| USA                                                                      | Rajeev Ram            | Spojené království | Joe Salisbury    | 7.  | 2.       |
| Francie                                                                  | Pierre-Hugues Herbert | Francie            | Nicolas Mahut    | 11. | 3.       |
| Španělsko                                                                | Marcel Granollers     | Argentina          | Horacio Zeballos | 15. | 4.       |
| Kolumbie                                                                 | Juan Sebastián Cabal  | Kolumbie           | Robert Farah     | 25. | 5.       |
| Austrálie                                                                | John Peers            | Slovensko          | Filip Polášek    | 25. | 6.       |
| Německo                                                                  | Kevin Krawietz        | Rumunsko           | Horia Tecău      | 30. | 7.       |
| Chorvatsko                                                               | Ivan Dodig            | Brazílie           | Marcelo Melo     | 31. | 8.       |
| Žebříček ATP k 25. říjnu 2021; číslo je součtem umístění obou členů páru |                       |                    |                  |     |          |

### Jiné formy účasti
Následující páry obdržely divokou kartu do hlavní soutěže:
- Benjamin Bonzi /  Arthur Rinderknech
- Novak Djoković /  Filip Krajinović

Následující páry nastoupily do čtyřhry z pozice náhradníků:
- Roberto Bautista Agut /  Alexandr Bublik
- Santiago González /  Andrés Molteni

### Odhlášení
před začátkem turnaje
- Félix Auger-Aliassime /  Hubert Hurkacz → nahradili je  Andrej Golubjev /  Aslan Karacev
- Cristian Garín /  Santiago González → nahradili je  Fabio Fognini /  Lorenzo Sonego
- Marcel Granollers /  Horacio Zeballos → nahradili je  Roberto Bautista Agut /  Alexandr Bublik
- Karen Chačanov /  Andrej Rubljov → nahradili je  Santiago González /  Andrés Molteni

## Přehled finále

### Mužská dvouhra
- Novak Djoković vs.  Daniil Medveděv, 4–6, 6–3, 6–3

### Mužská čtyřhra
- Tim Pütz /  Michael Venus vs.  Pierre-Hugues Herbert /  Nicolas Mahut, 6–3, 6–7(4–7), [11–9]